# ステランティス・EMP
EMP ( Efficient Modular Platform) はグループPSA（現・ステランティス）が開発したエンジニアリングアーキテクチャーならびにプラットフォームである。

## 概要
従来のPF1ならびにPF2に代わる前輪駆動および前輪駆動ベースの4輪駆動用の統合後継プラットフォームとして約6億3000万ユーロを投じて開発された。
フォルクスワーゲンの「MQB」やルノー・日産・三菱アライアンスの「CMF」同様、小型車から大型車までの様々な車種に対応出来るようモジュール化されている。
EMPは大別すると「EMP1」と「EMP2」があり、前者は主として小型車－中型車、後者は中型車-大型車に採用されている。

## EMP1

### CMP
- シトロエン・C4/C4X（C41/C43）
- DSオートモビルズ・DS3クロスバック/DS3
- ジープ・アベンジャー
- フィアット・600
- オペル・コルサF/ボクスホール・コルサF
- オペル・モッカB/ボクスホール・モッカB
- プジョー・208（P21）
- プジョー・2008（P24）
- アイオロス（AEOLUS、風神）・イーシャン/イーシャンGS
- アルファロメオ・ジュニア

### e-CMP
- シトロエン・ë-C4/ë-C4X（C41/C43）
- DSオートモビルズ・DS3クロスバック E-TENSE
- オペル/ボクスホール・コルサ-e
- オペル/ボクスホール・モッカ-e
- アイオロス・イーシャンEV

#### STLAスモール
- ジープ・アベンジャーEV
- フィアット・600e
- アルファロメオ・ジュニア(エレットリカ)

#### STLAミディアム
- ジープ・コンパス(J4U)
- プジョー・3008(P64)

## EMP2

### EMP2 V1
- シトロエン・C4ピカソ/C4スペースツアラー（3D）
- シトロエン・グランドC4ピカソ/グランドC4スペースツアラー（3A/3E）
- シトロエン・C6（X81）
- プジョー・308/308SW（T9）
- プジョー・408（T9）
- アイオロス・A9

### EMP2 V2

#### Ver 2.1
- シトロエン・C5エアクロス
- DSオートモビルズ・DS7クロスバック（X74）
- オペル・グランドランド/ボクスホール・グランドランド
- プジョー・3008/4008（P84）
- プジョー・5008（T87）

#### Ver 2.3
- DSオートモビルズ・DS9（X83）
- プジョー・508/508SW（R82/R53）

### EMP2 V3
- シトロエン・C5X
- DSオートモビルズ・DS4（D41）
- オペル・アストラL/ボクスホール・アストラL
- プジョー・308/308SW（P51/P52）
- プジョー・408（P54）

### e-VMP
- プジョー・e-308
- プジョー・e-3008
- オペル/ボクスホール・アストラ-e